# HMX-1
El Marine Helicopter Squadron One (HMX-1) és un esquadró d’helicòpters del Cos de Marines responsable del transport del president i vicepresident dels Estats Units, caps d’estat, funcionaris del Departament de Defensa i altres VIP, segons les indicacions pertinents del Cos de Marines i l'Oficina Militar de la Casa Blanca.
Un helicòpter de la Marina amb el president a bord utilitza el distintiu de trucada Marine One. Anteriorment, l'HMX-1 també tenia la tasca de realitzar proves i avaluacions operatives (OT&E), tot i que després es va reassignar al VMX-1 de Yuma, Arizona. Tot i així, des de l'adjudicació del nou helicòpter presidencial el 2014 a l'empresa Sikorsky Aircraft, l'HMX-1 ha assumit el paper temporal d'OT&E per a aquesta plataforma, a causa de la seva naturalesa i missió úniques. El nou helicòpter VH-92A va volar per primera vegada el 2017 i es preveu que estigui operatiu el 2020.
Amb el sobrenom de "Nighthawks", l'HMX-1 té la seu a Marine Corps Air Facility Quantico, Virgínia, i manté destacaments a Joint Base Anacostia – Bolling a Washington, DC i a la Base de la Força Aèria Andrews a Maryland.

## Història

### Origen
El 1946, el general Roy S. Geiger va observar les proves de la bomba atòmica a l'atol de Bikini i va reconèixer a l'instant que les bombes atòmiques podrien dificultar els desembarcaments amfibis a causa de les denses concentracions de tropes, vaixells i material al cap de la platja. El comandant del Cos de Marines va convocar una junta especial, la Junta Hogaboom, que va recomanar que el Cos de Marines desenvolupés helicòpters de transport per tal de permetre atacs més difusos a les costes enemigues. L'HMX-1 sorgeix d'aquesta iniciativa l'1 de desembre de 1947 sota el comandament del coronel Edward C. Dyer i amb seu a MCAS de Quantico, Virgínia. Van començar a operar amb els helicòpters Sikorsky HO3S-1 i el Piasecki HRP-1.

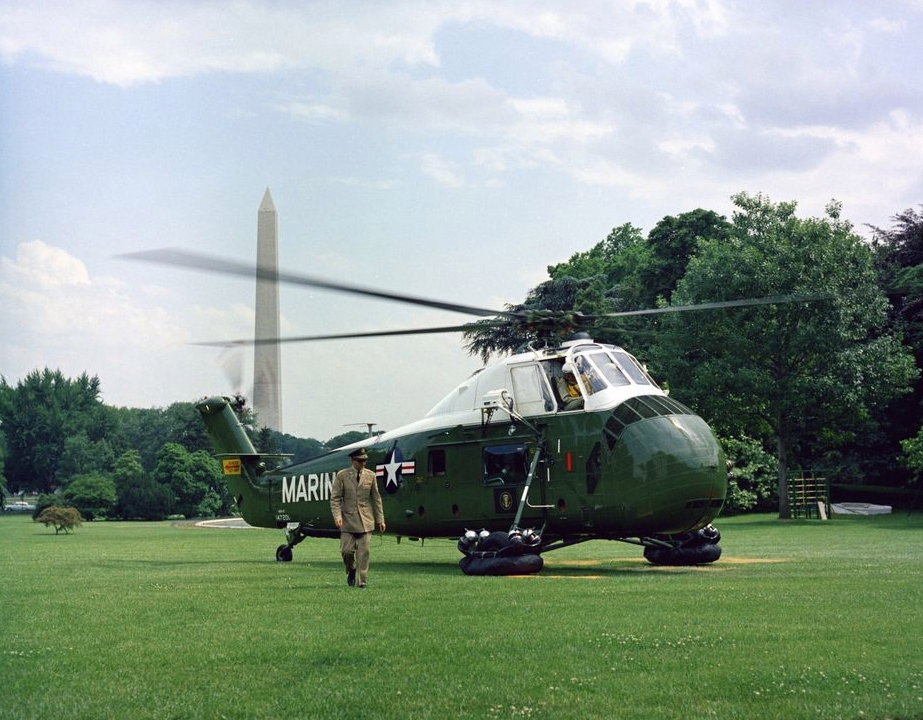
Un helicòpter presidencial VH-34D a la gespa sud de la Casa Blanca el 1961.

### Transport presidencial
El 7 de setembre de 1957, el president Dwight D. Eisenhower estava de vacances a Newport, Rhode Island, quan va ser necessària la seva presència immediata a la Casa Blanca. Eisenhower havia de fer front a la crisi dels Nou de Little Rock desencadenada quan el governador d'Arkansas, Orval Faubus va ordenar a la Guàrdia Nacional d'Arkansas bloquejar als estudiants negres de l'escola secundària la seva entrada al centre. Normalment, el viatge de tornada a Washington, DC, requeria un trajecte d’una hora en ferri a través de la badia de Narragansett fins a l'Air Force One, atracat a la Base Aèria de la Guàrdia Nacional de Quonset Point, seguit d’un vol de 45 minuts fins a la Base de la Força Aèria Andrews; finalment es requeria un trajecte de mitja hora més en cotxe fins a la Casa Blanca. En adonar-se de la urgència de la seva presència a Washington, el president Eisenhower va ordenar al seu personal de trobar un camí més ràpid per arribar a l'Air Force One.

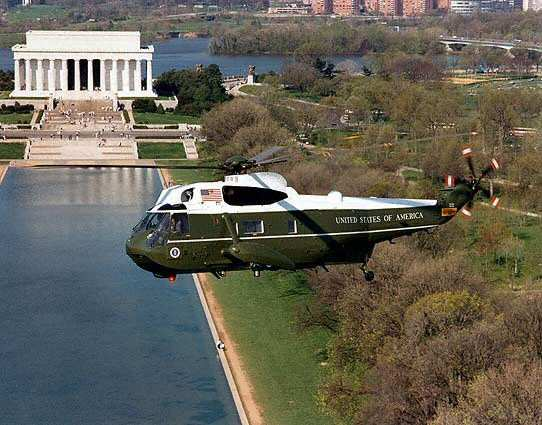
Un VH-3D Sea King volant per sonre de Washington, D.C.

La solució trabada va ser fer servir un helicòpter de l'HMX-1, l'UH-34 que es trobava a l’illa d'Aquidneck per casos d’emergència. D'aquesta manera el trajecte fins a l'Air Force One es va reduir a només 6 minuts.
Poc després de la missió del 7 de setembre de 1957 des de Newport, un ajudant naval del president va demanar a l'HMX-1 que avalués l'aterratge d'helicòpters a la gespa sud de la Casa Blanca. L’avaluació preliminar i els vols de prova van concloure que hi havia prou espai per aterratges i enlairaments i així va començar una llarga carrera de l'HMX-1 transportant al president dels Estats Units des del jardi sud de la Casa Blanca fins a la Base Andrews, on hi ha l'Air Force One.
Al Coronel Virgil D. Olson, l'oficial que va pilotar l'helicòpter el 7 de desembre de 1957, se li atribueix l'haver iniciat molts dels procediments que ara són procediments operatius estàndard, inclosa la pintura blanca de la part superior dels helicòpters, que els ha valgut el sobrenom de White Top. També va ser el coronel Olson qui va concebre la col·locació del gran objectiu circular blanc a la gespa de la Casa Blanca per a facilitar l'aterratge del Marine One, ja que el jardiner de la Casa Blanca es va queixar que el rotor dels aparells destruïen els arbres, els arbustos i les flors de la gespa sud.
Inicialment, la funció dels helicòpters de l'HMX-1 era compartida amb l'exèrcit, però el 1976 el Cos de Marines va ser nomenat l’únic responsabilitat de la missió de proporcionar suport d'helicòpter al president a tot el món. Avui l'HMX-1 també transporta al vicepresident, al secretari de defensa, al secretari de la Marina, al comandant del cos de marines i a tots els caps d'Estat que visiten la zona de Washington, D.C.
El 16 de juliol de 2009, el Marine One va transportar al president Barak Obama amb una tripulació totalment femenina per primera vegada. Es tractava d'un homenatge a la major Jennifer Grieves, la que havia estat la primera dona que portava al president; Graves canviava de destinació.

## Aeronaus
El primer helicòpter presidencial oficial va ser el VH-34 Choctaw, que va començar les seves operacions el setembre de 1957 i va ser substituït pel VH-3A Sea King a partir del 1962. A finals dels anys setanta, els VH-3A van ser retirats i substituïts pel VH-3D actualitzat. La flota actual està formada pel VH-3D i el VH-60N "WhiteHawk", que van entrar en servei amb l'esquadra el 1988.
La V designa l’helicòpter que està configurat pel transport de VIP. El Destacament de Vol Executiu és l'única unitat del Cos de Marines que opera aquestes aeronaus Sikorsky. El VH-3D és capaç de transportar 14 passatgers, mentre que el VH-60N té seients per a 11 persones. Tots dos helicòpters requereixen un pilot, copilot i cap de tripulació, i la tripulació del VH-60N també inclou un operador de sistemes de comunicacions. Com que el VH-60N es plega fàcilment per carregar-lo en un Air Force C-5 Galaxy o en un C-17 Globemaster, és ideal per a tasques a l'estranger. Els soldats de marina poden preparar un VH-60N per a ser carregat a un C-5 en menys de dues hores.

L'HMX-1 tenia previst rebre 23 nous helicòpters Lockheed Martin VH-71 Kestrel per substituir flota. No obstant això, a l'abril de 2009, es va anunciar que el programa Kestrel ja no estava inclòs en el pressupost de Defensa. El programa VXX (programa de reemplaçament d’helicòpters presidencials per substituir els envellits del Marine One) es va reiniciar i estava previst que lliuressin noves aeronaus entre el 2017 i el 2023. L'HMX-1 també opera un petit nombre de CH-46 Sea Knights amb finalitats de servei públic, i recentment va retirar la seva flota de CH-53E Super Stallions, que van ser substituïts pels MV-22B Ospreys i CH-53Ks el 2017. Aquests avions de suport també comparteixen la coloració HMX-1 verd fosca, però no tenen la pintura blanca a la part superior, només present en els helicòpters de transport VIP. L'11 d'agost de 2013 dos MV-22 Ospreys van fer el seu debut presidencial transportant agents del servei secret, personal de la Casa Blanca i membres dels mitjans de comunicació des del CGAS Cape Cod fins a Martha's Vineyard durant les vacances del president. Des del del 2015, l'HMX-1 compta amb 12 Sikorsky VH-3D de la dècada dels 1960, 8 Sikorsky VH-60N dels anys 1980/90 i 12 Bell-Boeing MV-22 Ospreys.

Aeronaus que operen amb l'HMX-1
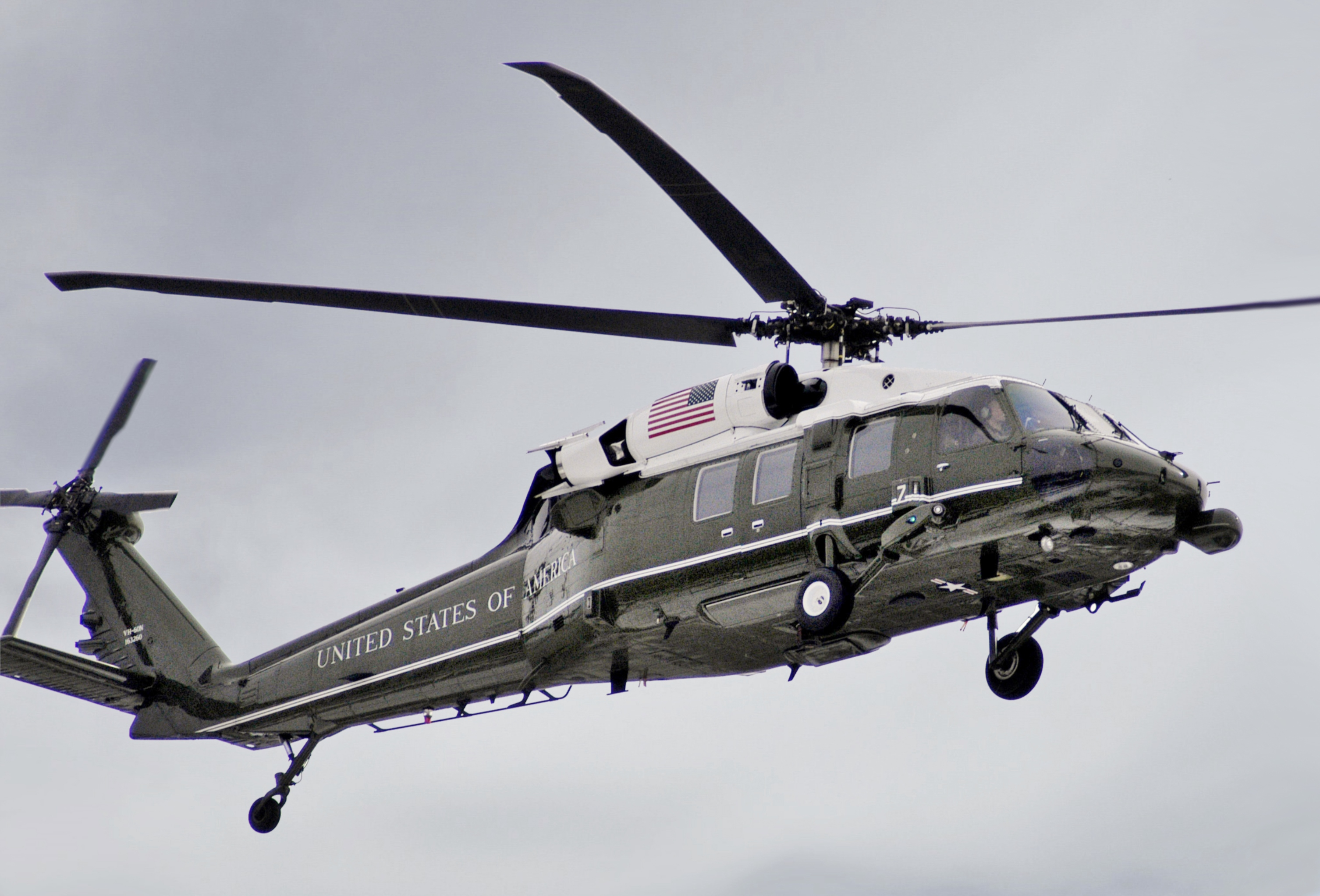
Sikorsky UH-60 Black Hawk
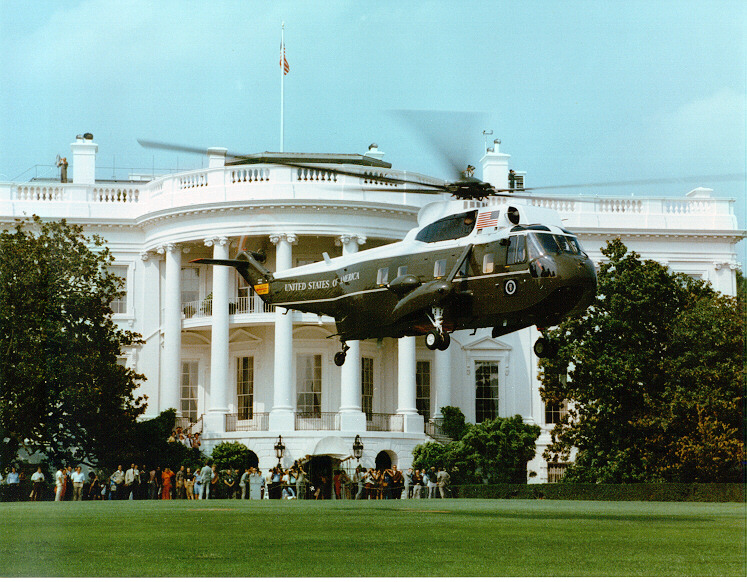
Sikorsky SH-3 Sea King
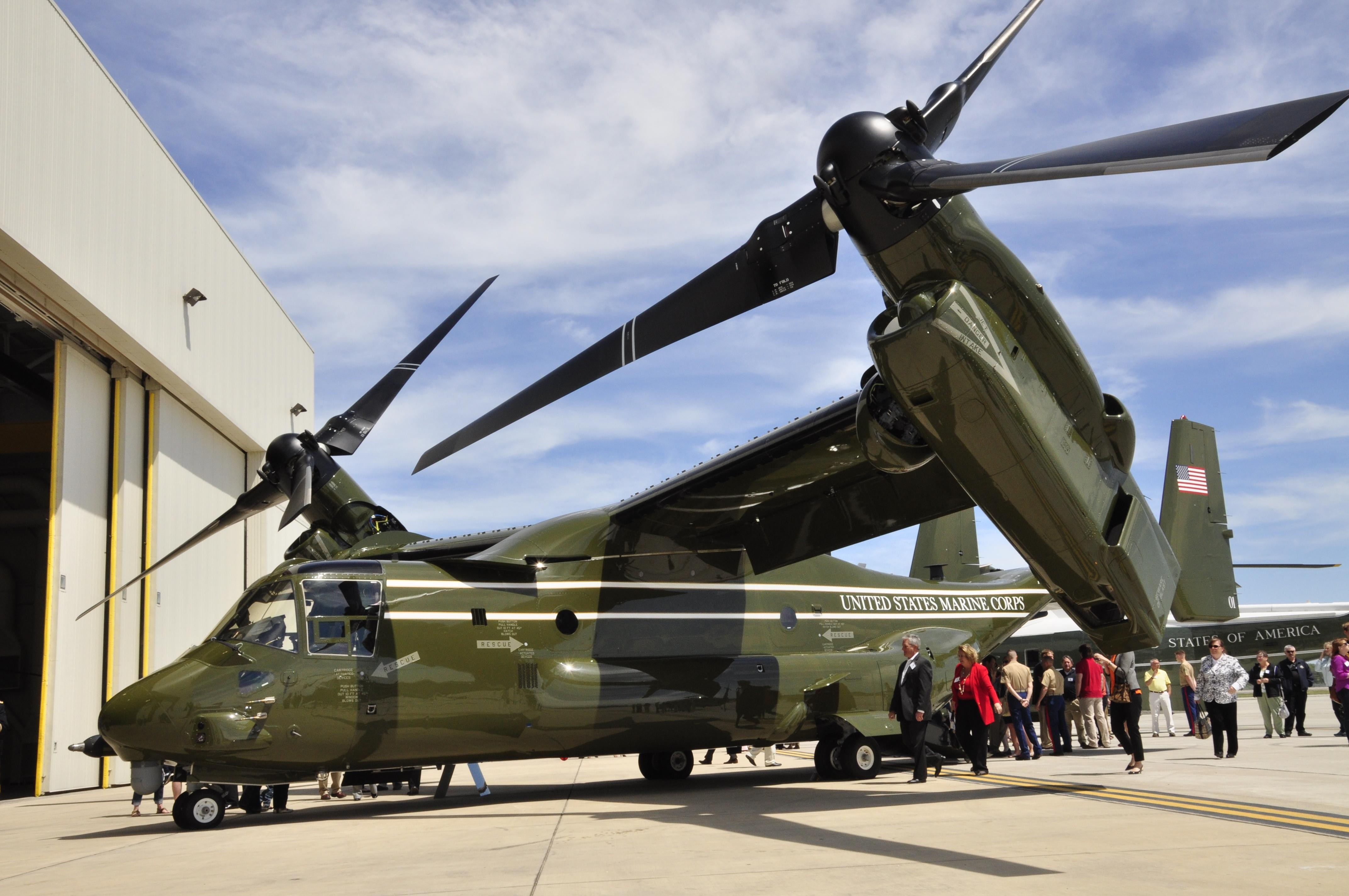
Bell Boeing V-22 Osprey